# Kakuichi Mimura
Kakuichi Mimura (三村 恪一 Mimura Kakuichi?) (16 de agosto de 1931 - 19 de febrero de 2022) fue un jugador y entrenador de fútbol japonés que se desempeñaba como centrocampista.
Educado en la Universidad de Chūō, en 1955, Mimura jugó 4 veces para la selección de fútbol de Japón. Mimura fue elegido para integrar la selección nacional de Japón para los Juegos Olímpicos de verano de 1956.

## Trayectoria

### Clubes
| Club          | País  | Año         |
| ------------- | ----- | ----------- |
| Toho Titanium | Japón | 1955 - ???? |

### Selección nacional
| Selección | País  | Año  |
| --------- | ----- | ---- |
| Absoluta  | Japón | 1955 |

## Estadística de equipo nacional[2]
| Selección de Japón | Selección de Japón | Selección de Japón |
| Año                | Part.              | Goles              |
| ------------------ | ------------------ | ------------------ |
| 1955               | 4                  | 0                  |
| Total              | 4                  | 0                  |